# Узини
У̀зини (на италиански и на сардински: Usini) е малко градче и община в Южна Италия, провинция Сасари, автономен регион и остров Сардиния. Разположено е на 200 m надморска височина. Населението на общината е 4351 души (към 2010 г.).